# ダグラス・ヘイグ
初代ヘイグ伯爵ダグラス・ヘイグ（Douglas Haig, 1st Earl of Haig, KT, GCB, OM, GCVO, KCIE 1861年6月19日 - 1928年1月29日）は、イギリスの軍人。ジョン・フレンチの後任として第一次世界大戦でイギリス海外派遣軍 (BEF) を率いたことで知られる。

## 生涯
エディンバラでウィスキー蒸留所の息子として生まれる。オックスフォード大学ブレーズノーズカレッジ等で学んだ後、サンドハースト陸軍士官学校に入学。卒業後従軍する。マフディー戦争、ボーア戦争を騎兵将校として戦い、第一次世界大戦が勃発すると英国海外派遣軍に第一軍団司令官として参加した。1915年に派遣軍司令官であったフレンチが部下との関係悪化などを理由に本国軍司令官になると、ヘイグがその後任となった。ソンムの戦いやパッシェンデールの戦いで莫大な損害を受け、「ソンムの肉屋」という不名誉なあだ名を付けられた。それでも大戦が終わるまで英国海外派遣軍を率い、1918年における連合軍最終攻勢の成功に寄与した。

## 評価
彼は軍人としての才能はないに等しく、イギリス将校内でも悪評がある。しかし彼は政治家向けの才能があった。理由は彼は根回しや自分の立場に対する立ち回りが上手く出来ている事があげられる。だが、戦中からなぜか兵士達からの人望は厚く、第一次大戦後は退役軍人、傷痍軍人への福祉活動に尽力して慕われた。

## その他
第一次世界大戦従軍時の日記が2015年にユネスコ記憶遺産に登録された。